# Symphonie no 6 de Dvořák
Pour les articles homonymes, voir Symphonie no 6.

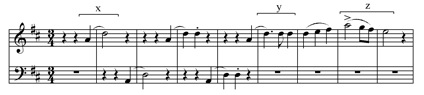
Antonín Dvořák

La Symphonie no 6 en ré majeur, B. 112 (op. 60) est composée par Antonín Dvořák entre août et octobre 1880.
Elle est publiée pour la première fois comme étant la Symphonie no 1, car c'était effectivement la première jouée et publiée en dehors du pays natal du musicien. Elle est dédiée au chef d'orchestre allemand Hans Richter, qui demanda à Dvořák de composer une symphonie pour l'Orchestre philharmonique de Vienne (qui ne la joua jamais sous la direction de Richter, probablement en raison d'un sentiment anti-tchèque de certains membres de l'orchestre). La symphonie est jouée pour la première fois à Prague le 25 mars 1881 sous la direction d'Adolf Čech et l'année suivante à Leipzig et Londres.
La symphonie comporte quatre mouvements et son exécution demande environ quarante-cinq minutes.
1. Allegro non tanto
2. Adagio
3. Scherzo : Furiant (Presto)
4. Finale : Allegro con spirito

Le premier mouvement montre des influences de la symphonie en ré majeur de Brahms. 
Le deuxième mouvement a un style se rapprochant de celui de Beethoven, évoquant le mouvement lent de sa neuvième symphonie.
Le scherzo est un furiant, danse slave très rythmée, que Dvořák a souvent utilisée dans ses œuvres. Lors de la première exécution, ce mouvement fut d'ailleurs bissé. 
Enfin, à l'instar du premier mouvement, le finale montre lui aussi l'influence de Brahms.
Rarement jouée par rapport aux dernières symphonies de Dvořák (particulièrement la neuvième), cette œuvre est cependant considérée comme sa première symphonie de maturité[réf. nécessaire].